# Longodár
Longodár (románul: Dăișoara, németül: Dahl) falu Romániában, Erdélyben, Brassó megyében.

## Fekvése
Kőhalomtól délnyugatra, az Olt egyik jobb oldali mellékfolyója mellett, Királyhalma, Kőhalom és Szásztyukos közt fekvő település.

## Története
Longodár nevét 1523-ban említette először oklevél Langodar néven, ekkor Felső-Fehér vármegyéhez tartozott, és Vizaknai Miklós egészbirtoka volt.
További névváltozatai: 1606-ban Langodar, 1733-ban Longodal, 1750-ben Deischoara, 1760–1762 között Longodár, 1808-ban longodár ~ Langodár, Langendorf ~ Langenth, Deissare, 1861-ben Longodár, Langenthal, Deissore, 1888-ban Longodár (Langenthal, Deisora).
A trianoni békeszerződés előtt Nagy-Küküllő vármegye Kőhalmi járásához tartozott.
1910-ben 1056 lakosából 5 magyar, 907 román, 138 cigány volt. Ebből 1037 görögkeleti ortodox volt.

## Források

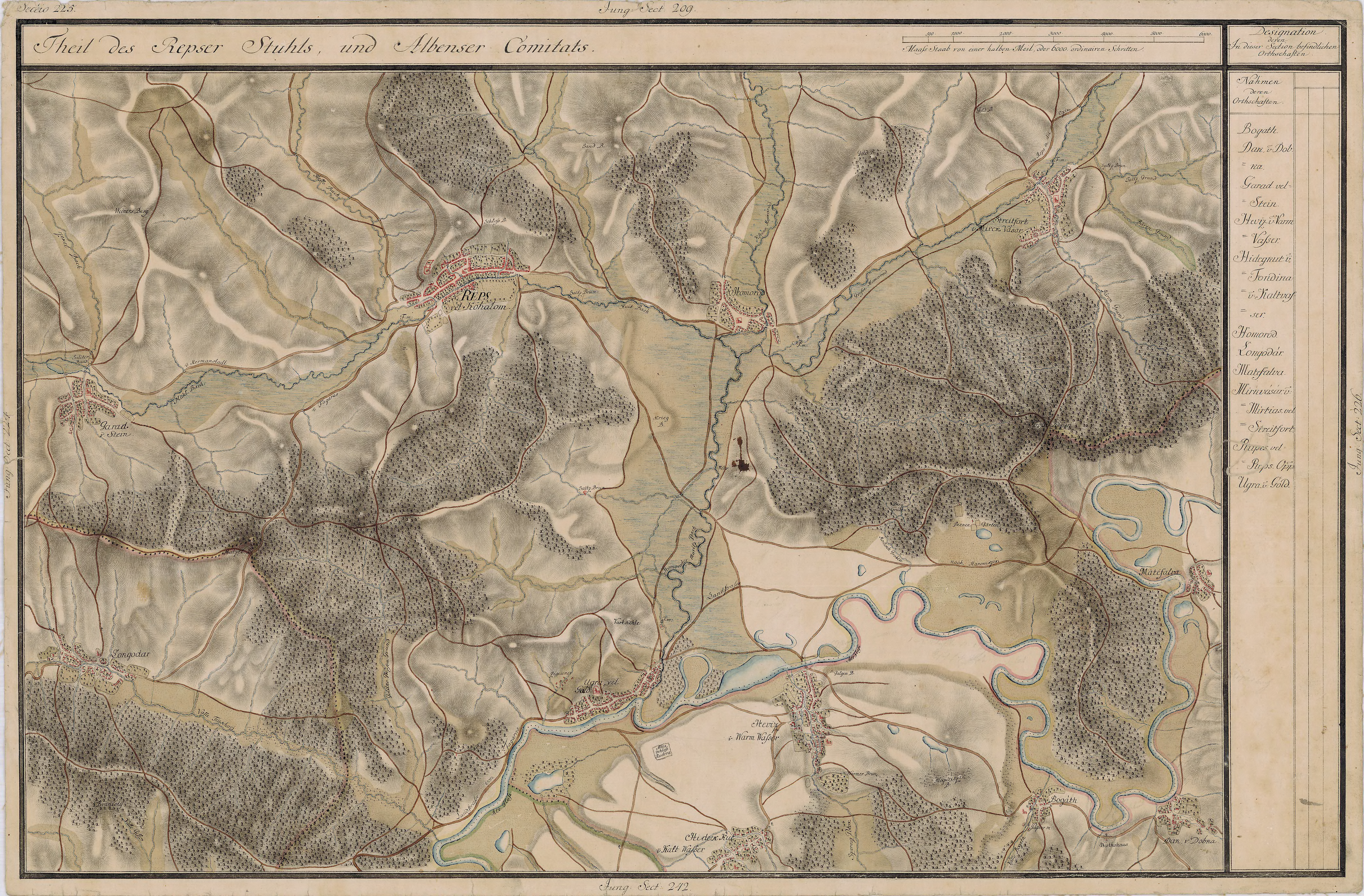
Longodár egy régi térképen